# 瓦赫瓦湖
61°55′32″N 30°44′27″E / 61.92556°N 30.74083°E

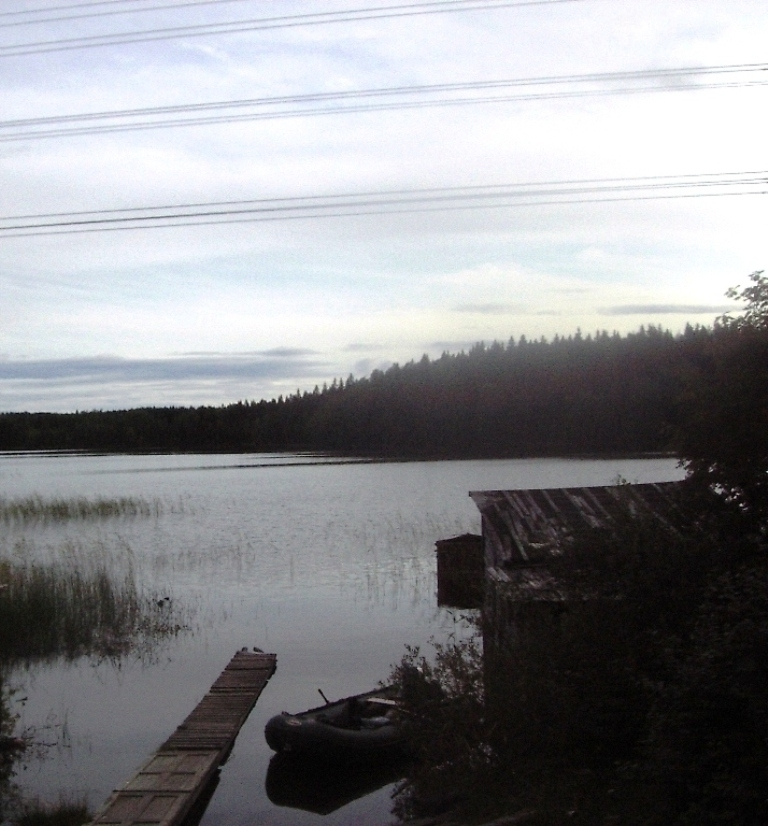

瓦赫瓦湖（俄语：Вахваярви），是俄羅斯的湖泊，位於該國西北部，由卡累利阿共和國負責管轄，長6.7公里、寬3公里，面積11.6平方公里，海拔高度88米，集水區面積39.6平方公里，湖岸線長度24公里，平均水深7米，最大水深23.5米。